# Barbora Janíčková
Barbora Janíčková (* 1. května 2000 Brno) je česká plavkyně specializující se na volný způsob. V roce 2020 se zúčastnila Letních olympijských her v Tokiu a v roce 2024 reprezentovala Česko na Mistrovství Evropy v plaveckých sportech 2024; v závodě na 100 m na volná způsob získala stříbrnou medaili. Na tomtéž mistrovství překonala dva národní rekordy. Kromě toho je několikanásobnou mistryní republiky v kategorii juniorů i dospělých.